# Kasteel Wolfslinde

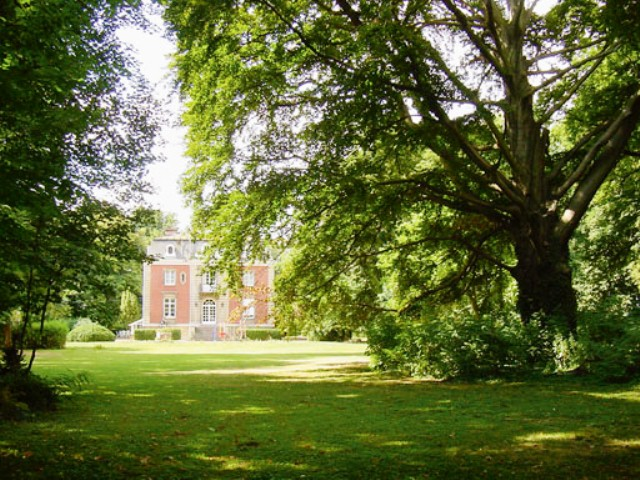
kasteel Wolfslinde in 2003

Het kasteel Wolfslinde is een kasteel in de tot de Vlaams-Brabantse gemeente Zemst behorende plaats Eppegem, gelegen aan de Leiweg 41-43.

## Geschiedenis
In de 11e of 12e eeuw werd het goed vermoedelijk gesticht als mottekasteel. In de 16e eeuw werd het Hof te Wolfslinde of Hof te Vijlst voor het eerst vermeld. In 1759 werd het domein aangekocht door Pierre de Meester. Op de Ferrariskaarten (1771-1778) was er nog een motte te zien en een herenhuis met tuin. In 1794 liet baron Gerard van Outheusden, schoonzoon van Pierre, een nieuw kasteel bouwen in classicistische stijl. Dit stond wat bezijden het vroegere hoofdgebouw dat, tezamen met hoevegebouwen, als neerhof dienst ging doen. Een deel van de omgrachting werd gedempt.
Rond het kasteel lag een landgoed van 2 ha. In 1914 werd het kasteel door de Duitse bezetter in brand gestoken. In 1927 werd, in opdracht van Jeanne Powis de Tenbossche, een nieuw kasteel gebouwd naar ontwerp van Robert Toussaint. Het kasteeltje werd in neo-Lodewijk XVI-stijl opgetrokken.
Het omringende landgoed meet 4 ha, waarvan 2 ha ingericht als landschapspark waarin zich een Engelse tuin bevindt van 40 are.